# Popjustice
Popjustice è un sito web musicale fondato nel 2000 dal giornalista musicale freelance britannico Peter Robinson, che ha lavorato per NME, The Guardian, Attitude e molti altri. Oltre a Robinson la redazione include Michael Cragg e da una serie di collaboratori.
Il sito web cerca di celebrare la musica popolare commerciale e lo fa utilizzando umorismo, interazione dell'utente e contatti all'interno dell'industria musicale. Il suo stile di scrittura è stato paragonato favorevolmente da una serie di critici a quello dell'ormai defunta rivista Smash Hits, in quanto mescola la passione per la musica pop con uno spirito surreale e pungente.
Il sito web è stato rilanciato nel gennaio 2006 con più funzionalità, download di musica e negozio online. Nel novembre 2006 Popjustice ha vinto il Record of the Day PR & Music Journalism Award nella categoria Best Online Music Publication, con un altro premio individuale andato a Peter Robinson nella categoria Breaking Music: Writer Of The Year.
Il sito organizza il concorso Popjustice £20 Music Prize.